# Shaghap
Shaghap (en arménien Շաղափ ) est une communauté rurale du marz d'Ararat en Arménie. En 2008, elle compte 1 024 habitants.

## Notes et références

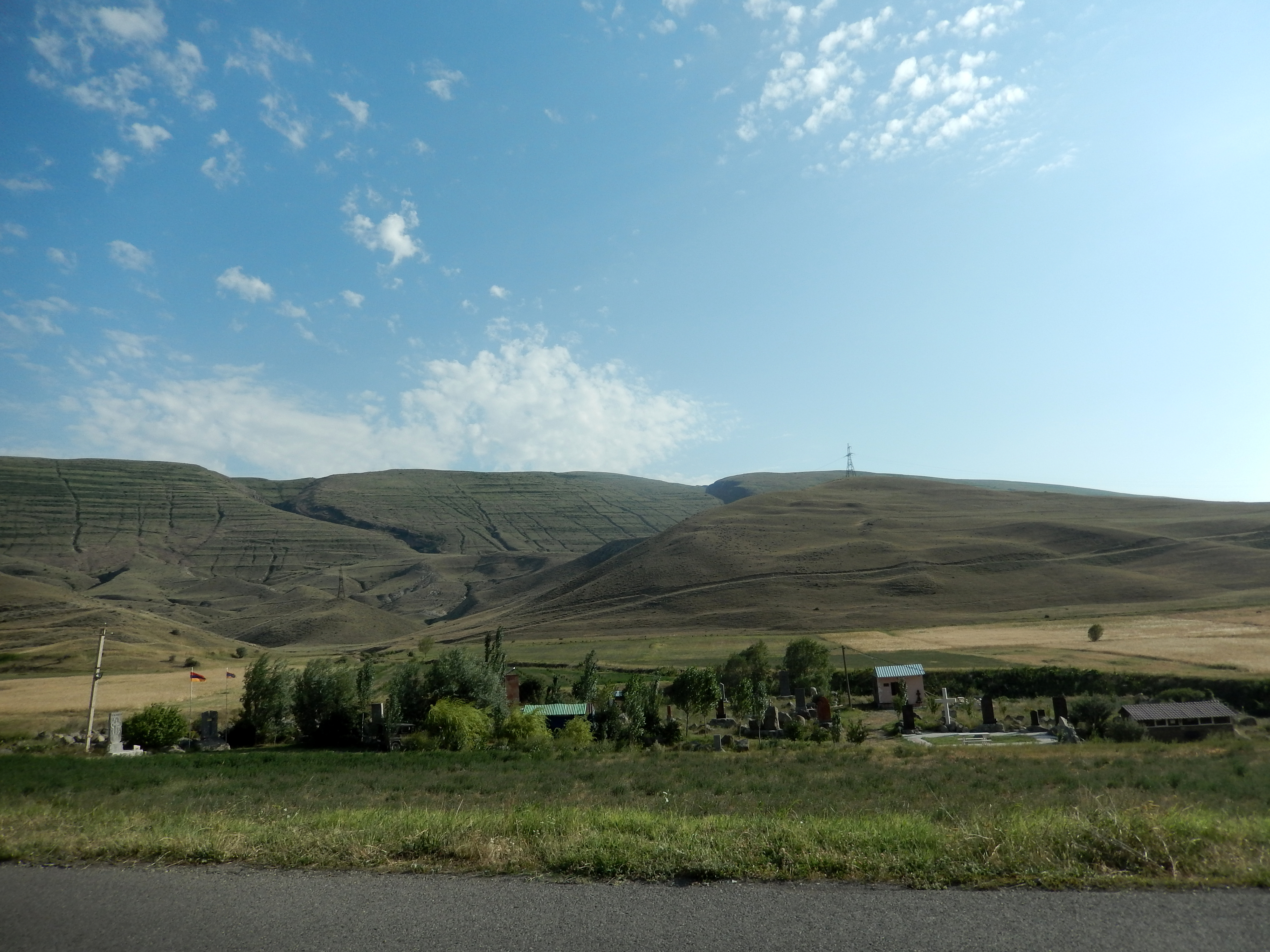
Mémorial aux environs de Shaghap.